# Pirro Ligorio

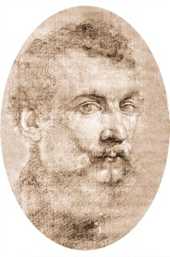
Porträt, geschaffen vor 1800

Pirro Ligorio (* 1514 in Neapel; † 30. Oktober 1583 in Ferrara) war ein italienischer Maler, Antiquar, Architekt und Gartenarchitekt des Manierismus.

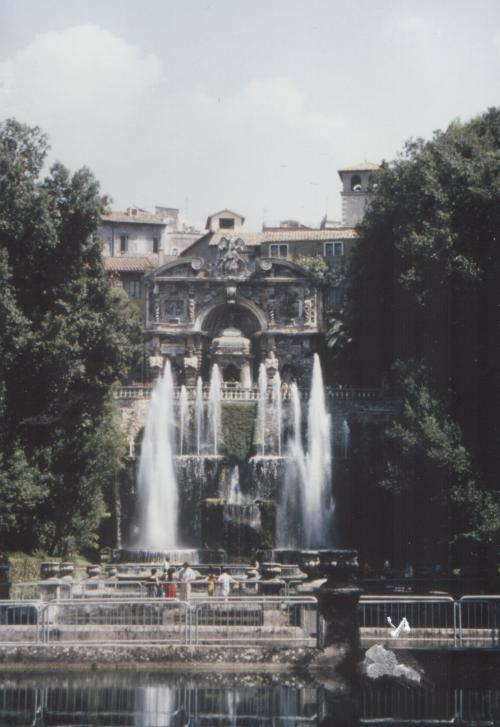
Villa d’Este, Neptunbrunnen und Wasserorgel

## Werk

### Maler
Pirro Ligorio arbeitete zunächst für die Familie Caraffa in Neapel. Über mögliche Werke aus seiner frühen Zeit gibt sein erster Biograph, Giovanni Baglione (Le vite de’pittori, scultori, architetti, Rom 1642), keine Auskunft. 1534 kam er nach Rom. Das einzige Werk seiner Malerei, das bis heute erhalten blieb, ist das nach 1542 entstandene Fresko mit der Darstellung Tanz der Salome in der römischen Confraternità di S. Giovanni Decollato. Ligorio studierte in Rom die antiken Ruinen und Skulpturen ebenso wie antike Münzen und Gerätschaften. Mit dem Eintritt in den Dienst des Kardinals Ippolito II. d’Este im Jahre 1549 trat seine Malerei in den Hintergrund. Er begann im Auftrag des Kardinals mit Ausgrabungen an der Villa Kaiser Hadrians bei Tivoli.

### Architekt
In seiner Tätigkeit als Architekt schuf er zunächst den Palazzo Torres (heute Lancellotti) an der Piazza Navona in Rom (um 1553). Eine Mitarbeit bei den Entwürfen für die Villa des Vicino Orsini in Bomarzo mit dem Sacro Bosco, auch Parco dei Mostri genannt, wird immer wieder vermutet. Ab 1557/58, zu Zeiten Papst Paul IV. (1555–1559), erscheint er in Dokumenten als päpstlicher Architekt. Für Papst Pius IV.(1559–1565) entwarf er das Casino di Pio IV in den vatikanischen Gärten. Er wurde Mitarbeiter der Fabbrica di San Pietro unter der Leitung Michelangelos. Nach dem Tod Michelangelos im Jahre 1564 wurde er in dessen Nachfolge zum leitenden Architekten von St. Peter. Sein Mitarbeiter war Vignola. Diese renommierte Stelle hatte Ligorio jedoch nur ein Jahr inne. Durch eine Verleumdung kam er im Sommer 1565 kurzzeitig ins Gefängnis und wurde im November aus dem päpstlichen Dienst entlassen. 1567 kehrte er nach Tivoli zurück und entwarf für Ippolito d’Este den Garten der Villa d’Este in Tivoli, dessen Wasserspiele er mit dem umgeleiteten Nebenarm des Flusses Aniene versorgte. Nach dem Tod des Kardinals ging Ligorio an den Hof der Este nach Ferrara. Dort arbeitete er im Dienste des Herzogs Alfonso II. d’Este unter anderem als Wasserbauingenieur und errichtete den Hochwasserschutz der Stadt vor Überschwemmungen durch den Po.

### Antiquar
Neben den künstlerischen Werken hinterließ Ligorio ein umfangreiches Konvolut an Manuskripten, die sich heute auf verschiedene Archive und Bibliotheken verteilen (u. a. Bodleian Library in Oxford, Bibliothèque Nationale in Paris, Biblioteca Nazionale in Neapel, Archivio di Stato in Turin). Darin trug er das Wissen seiner Zeit zu vielen Bereichen der Altertumskunde zusammen, oft ergänzt durch eigene Beobachtungen der antiken Überreste in Rom. Seine Zeichnungen in diesen Bänden und auf Einzelblättern, die er von den Ruinen des antiken Rom und von den Ausgrabungen antiker Gebäude und Fundstücke in Tivoli anfertigte, sind für die Forschung von großem Wert, wenn ihm auch im 19. Jahrhundert einige Fälschungen, vor allem im Bereich der Epigraphik, nachgewiesen worden sind. Seine Ergänzungen und Rekonstruktionen von antiken Statuenfragmenten, denen er auf dem Papier zu ihrer ehemaligen Vollkommenheit und Schönheit verhalf, bewertet man heute sehr viel positiver als in der archäologischen Forschung des 19. Jahrhunderts: Erkannte diese darin einen Beweis für die „ungezügelte Phantasie“ des Fälschers Ligorio (Christian Huelsen 1901) und verurteilte seine Zeichnungen als „ganz geschmacklose Erfindungen“, deren Beschreibungen „gänzlich aus der Luft gegriffen seien“ (Hermann Dessau 1883), so erkennt man heute in seinen Rekonstruktionen den Versuch des Künstlers, aus der genauen Beobachtung der antiken Fragmente in Verbindung mit den philologischen Studien zu neuen Erkenntnissen über die Welt der Antike zu kommen. 1987 wurde in Rom ein Nationalkomitee gegründet, das sich in seinen Tätigkeiten dem Studium der Werke Pirro Ligorios verschrieben hat. Dadurch soll die umfassende künstlerische, architektonische, historische und antiquarische Tätigkeit Ligorios besser bekannt gemacht werden. 1989 gründete sich das Comitato Nazionale per l'Edizione Nazionale di Pirro Ligorio, das die Publikation sämtlicher Manuskripte Ligorios in 24 Bänden zum Ziel hat.

## Bauten
- Nymphäum der Villa Giulia in Rom
- Exedra im Cortile del Belvedere des Vatikans (Umbau)
- Garten der Villa d’Este bei Tivoli, 1565
- Sacro Bosco, Bomarzo bei Viterbo
- Casino di Pio IV. in den Vatikanischen Gärten, Rom, 1559–1562
- Springbrunnen der Villa Lante in Bagnaia

## Schriften
- Il libro delle antichità. Handschrift. MS Paris, Bibliothèque Nationale, Cod. ital. 1129.
- Delle antichità di Roma: Circi, amphitheatri con numerose tavole e pianta cinquecentesca di Roma. Rom 1989 (Reprint der Ausgabe Libro di Pyrrho Ligorio Napolitano delle antichità di Roma. Tramezzino, Venedig 1553).
- Il Libro di Disegni di Pirro Ligorio all’Archivio di Stato di Torino. Rom 1994.
- Libro dell’antica città di Tivoli e di alcune famose ville. Hrsg. v. A. Ten, Rom 2005.
- Libri degli eroi e uomini illustri dell’antichità. Hrsg. v. B. Palma Venetucci, Rom 2005.
- Libro di diversi terremoti. Hrsg. v. E. Guidoboni, Rom 2005.